# Морли, Эдвард Уильямс
Эдвард Уильямс Морли (англ. Edward Williams Morley; 29 января 1838 — 24 февраля 1923) — американский физик и химик.
Член Национальной академии наук США (1897). Наибольшую известность получили его работы в области интерферометрии, выполненные совместно с Майкельсоном. В химии же высшим достижением Морли было точное сравнение атомных масс элементов с массой атома водорода, за которое ученый был удостоен наград нескольких научных обществ.

## Биография
Родился Морли в Ньюарке (штат Нью-Джерси) в семье церковнослужителя-конгрегационалистов. Из-за слабого здоровья школу не посещал, а учился дома, причём отец готовил его к продолжению служения церкви, однако мальчик предпочёл естественные науки и занялся изучением химии и естествознания.
С 1869 по 1906 года он был профессором химии в Вестерн-резерв колледже (ныне Университет Кейс Вестерн резерв).
Наибольшую известность получили его работы в области интерферометрии, выполненные совместно с Альбертом Майкельсоном. В химии же высшим достижением Морли было точное сравнение атомных масс элементов с массой атома водорода, за которое ученый был удостоен наград нескольких научных обществ.

## Память
В 1935 г. Международный астрономический союз присвоил имя Эдварда Морли кратеру на видимой стороне Луны.